# Enrique Fernández Gianotti
Enrique Fernández Gianotti (Buenos Aires, 1911-ibidem, agosto de 2002) fue un abogado laboralista y profesor universitario argentino de reconocida autoridad en el campo del derecho del trabajo y la seguridad social.

## Actividad profesional
Estudió abogacía en la Facultad de Derecho de la Universidad de Buenos Aires, donde obtuvo su Doctorado en jurisprudencia, e inició allí en 1935 su carrera docente a la que renunció en 1949. Producida la Revolución Libertadora, en 1955 fue designado en la misma Facultad profesor titular de Derecho del Trabajo, continuando hasta su retiro, en 1971.
Entre su labor doctrinaria se recuerda su obra Aspectos sociológicos del derecho del trabajo además de artículos memorables sobre el fraude laboral y otros temas del Derecho Laboral así como su colaboración en la obra de Eduardo Busso, Código Civil Anotado, donde mostró una versación en el campo jurídico y filosófico que iba más allá de su especialización. En 1952 fue designado árbitro de la Corte Permanente de Arbitraje con sede en La Haya, una estructura diseñada para apoyar a las operaciones de arbitrajes, conciliaciones, o comisiones de investigación en controversias entre Estados, entidades estatales, partes privadas, y organismos internacionales que tiene una lista de árbitros potenciales de la cual pueden escoger las partes.
Se desempeñó como presidente de la Asociación Argentina de Derecho del Trabajo y de la Seguridad Social.
Enrique Fernández Gianotti falleció en Buenos Aires en agosto de 2002.